# Casa da Romênia
A Casa da Romênia é a atual dinastia herdeira da Romênia. É um ramo da casa alemã Hohenzollern-Sigmaringen, mas por conflitos judiciais iniciados em 2011, seu líder, Miguel I da Romênia, mudou o nome, quebrando quaisquer relação com seus parentes alemães.

## História
Suas origem remontam o ano de 1866, quando o príncipe Carlos Eitel Hohenzollern-Sigmaringen foi eleito Príncipe da Romênia. Os Principados Unidos (união entre Principado da Moldávia e o Principado da Valáquia) enfrentavam uma possível dissolução após Alexandre João Cuza, príncipe que unificara os dois estados, ser expulso por nobres. Carlos foi indicado por Napoleão III da França para ser o novo monarca, sendo Ion C. Brătianu o responsável pelas negociações. Após onze anos como príncipe reinante, com a efetivação da independência romena em relação ao Império Otomano e a Romênia tornando-se um reino, em 1881, Carlos tornou-se Rei dos romenos.
Com o rei Miguel I sendo derrubado por um governo comunista instalado na Romênia, ele tornou-se apenas rei titular, acabando com oitenta e um anos de poder dos Hohenzollern-Sigmaringen.

## Separação da Casa de Hohenzollern-Sigmaringen
Em 10 de maio de 2011, em um razão de ações judiciais na Alemanha movida contra sua família por seus parentes alemães, expresso por alguns que o Hohenzollerns alemães podem reivindicar a sucessão a chefia da casa real romena, o rei Miguel cortou todos os laços dinásticos e históricos com a casa principesca de Hohenzollern-Sigmaringen, mudou o sobrenome de sua família para "da Romênia", e abdicou de todos os títulos principescos conferidos a ele e à sua família pelos alemães. Miguel, optando por quebrar o vínculo com o ramo principal (alemão), o que dá a casa real da Romênia um estatuto nacional e independente.